# Distrikt Langui
Der Distrikt Langui liegt in der Provinz Canas in der Region Cusco in Südzentral-Peru. Der Distrikt wurde am 29. August 1834 gegründet. Er besitzt eine Fläche von 171 km². Beim Zensus 2017 wurden 2104 Einwohner gezählt. Im Jahr 1993 lag die Einwohnerzahl bei 2626, im Jahr 2007 bei 2205. Sitz der Distriktverwaltung ist die am nördlichen Seeufer der Laguna Langui Layo auf einer Höhe von 2969 m gelegene Ortschaft Langui mit 372 Einwohnern (Stand 2017). Langui liegt knapp 30 km südsüdöstlich der Provinzhauptstadt Yanaoca.

## Geographische Lage
Der Distrikt Langui liegt im Andenhochland im Osten der Provinz Canas. Der Distrikt umfasst das nordwestliche Drittel des Sees Laguna Langui Layo. Dessen Abfluss, der Río Hercca, durchquert den Distrikt, anfangs in nordwestlicher, später in nordöstlicher Richtung.
Der Distrikt Langui grenzt im Südosten an den Distrikt Layo, im Südwesten an den Distrikt Kunturkanki, im Westen an die Distrikte Checca und Quehue, im Nordwesten an den Distrikt Yanaoca sowie im Norden und im Osten an die Distrikte Sicuani und Maranganí (beide in der Provinz Canchis).